# Alexander Böhm (Politiker)
Alexander Böhm (* 15. November 1942 in Wien, † vor dem 5. November 2024) war ein österreichischer Politiker (SPÖ), Betriebsrat und Betriebselektriker der Tauernkraftwerke AG. Er war von 1989 bis 1998 Abgeordneter zum Salzburger Landtag.

## Ausbildung und Beruf
Böhm besuchte zwischen 1948 und 1952 die Volksschule in Wien und absolvierte danach von 1952 bis 1956 das Realgymnasium in Wien. Er begann 1956 eine Lehre als Elektriker und schloss diese 1960 ab. Nach seinem Lehrabschluss leistete er zwischen 1961 und 1962 den Präsenzdienst ab und arbeitete danach von 1962 bis 1968 als Monteur bei der Firma Elin. Er war danach in den Jahren 1968 bis 1998 als Betriebselektriker bei der Tauernkraftwerke AG in Kaprun beschäftigt und war dort zudem von 1978 bis 1989 als Betriebsrat aktiv, wobei er zwischen 1981 und 1982 die Sozialakademie der Arbeiterkammer Wien in Mödling besuchte. Als Mitglied des Betriebsrates der Tauernkraftwerke AG hatte er von 1989 bis 1991 die Funktion des stellvertretenden Betriebsratsvorsitzenden inne und war im Anschluss von 1991 bis 1998 Betriebsratsvorsitzender der Tauernkraftwerke AG. Zudem war er als Arbeitnehmervertreter von 1978 bis 1998 Aufsichtsratsmitglied bei der Tauernkraftwerke AG. Böhm fungierte von 1991 bis 1998 als Betriebsausschuss-Vorsitzender des Leitungsausschusses des Verbundkonzerns und war von 1998 bis 2003 Präsident der Kammer für Arbeiter und Angestellte in Salzburg.

## Politik und Funktionen
Böhm war zwischen 1988 und 1991 innerparteilich als Ortsparteivorsitzender der Sozialdemokratischen Partei Kaprun aktiv. Er wirkte zudem lokalpolitisch zwischen 1975 und 1996 als Mitglied des Gemeinderates von Kaprun und vertrat die Sozialdemokratische Partei zwischen dem 3. Mai 1989 und dem 8. Dezember 1998 im Salzburger Landtag. Des Weiteren war er gewerkschaftlich aktiv, wobei er zwischen 1990 und 1998 als Vorsitzender der Landesexekutive Salzburg des Österreichischen Gewerkschaftsbund im Pinzgau vorstand. Böhm war zudem von 1994 bis 1998 Vorsitzender der Fraktion Sozialistischer Gewerkschafter im Pinzgau, 2007 wurde er zum Bezirksobmann der ÖGB-Pensionisten des Pinzgaus gewählt. Er war von 2000 bis 2006 Vizepräsident der ASKÖ Salzburg und wurde 2005 Vizepräsident des Roten Kreuzes Salzburg.

## Auszeichnungen
- Stadtsiegel in Silber der Stadt Salzburg (2002)
- Goldenes Ehrenzeichen des Landes Salzburg (2003)